# Musée Ivan-Horbatchevsky
Le musée Ivan-Horbatchevsky est un musée situé à Zaroubyntsiy du raïon de Ternopil, en Ukraine. Il a été fondé en 2004, il porte le nom de Ivan Horbachevsky, membre de l'académie des sciences d'Ukraine.